# Aller (dopływ Wezery)
Aller – rzeka w Niemczech w krajach związkowych Saksonia-Anhalt i Dolna Saksonia, najdłuższy prawy dopływ Wezery.
Swoje źródła ma w Eggenstedt na wzniesieniach Magdeburger Börde koło Magdeburga. Ma długość 211 km, z czego żeglowna jest na odcinku 117 km. Przecina Kanał Śródlądowy (ma połączenie śródlądowe z Łabą). Jej głównym dopływem jest Leine.
Największymi miastami nad rzeką Aller są Wolfsburg i Celle.
Uchodzi do Wezery w okolicach Verden (Aller).